# Avril Beukes
Avril Beukes (* 20. Jahrhundert) ist eine südafrikanische Filmeditorin.

## Leben
Avril Beukes war ab Anfang der 1980er Jahre zunächst in Südafrika als Editorin bei Film und Fernsehserien tätig. Ab Ende der 2000er Jahre wurde sie in den Vereinigten Staaten aktiv. Hier schnitt sie ab 2016 Folgen der Serie Queen Sugar und 2021 die Aretha-Franklin-Biografie Respect.

## Filmografie (Auswahl)
- 1988: Fiela se Kind
- 1989: The Native Who Caused All the Trouble
- 1992: ’n Pot Vol Winter
- 1997: Paljas
- 2000: Second Skin – Mörderisches Puzzle (Second Skin)
- 2003: Sumuru – Planet der Frauen (Sumuru)
- 2004: Red Dust – Die Wahrheit führt in die Freiheit (Red Dust)
- 2004: Dracula 3000
- 2004: Eine Frau namens Yesterday (Yesterday)
- 2007: Prey
- 2013: Little One
- 2016–2019: Queen Sugar (Fernsehserie, 19 Folgen)
- 2021: Respect
- 2024: The Big Cigar (Fernsehserie)